# Gerhard Wilhelm Becker
Gerhard Wilhelm Becker (Hannover, 13 de agosto de 1927 – Berlim, 2 de fevereiro de 2012) foi um físico alemão. De 1972 até aposentar-se em 1992 foi presidente da Bundesanstalt für Materialforschung und -prüfung. De 1978 a 1982 foi presidente da Verein Deutscher Ingenieure (VDI).
Está sepultado no Cemitério de Zehlendorf.